# Gigantoraptor
Gigantoraptor là một chi khủng long theropoda trong nhóm Oviraptorosauria lớn, nó được phát hiện năm 2005 tại thành hệ Iren Dabasu, vùng Erenhot tại Nội Mông. Tuổi của thành hệ Iren Dabasu là một vấn đề chưa được thống nhất. Dựa trên hóa thạch Ostracoda, Pascal Godefroit đề xuất rằng chi này sống cách nay khoảng 70 triệu năm, dù vài dấu vết gợi ý rằng chúng có niên đại cổ hơn, từ 90-85 triệu năm trước.